# يوسف الدبس
يوسف الدبس (1249 - 1325 ه‍ / 1833 - 1907 م) مؤرِّخٌ لبنانيٌّ، كان رئيس أساقفة بيروت. يُعدُّ عَلَمًا من أعلام القرن التاسع عشر الميلاديِّ؛ فهو رئيس أساقفة بيروت للطائفة المارونية، وهو مؤلِّف أكبر موسوعة تتناول تاريخ بلاد الشام منذ فجر التاريخ حتى أوائل القرن العشرين. في أوائل القرن العشرين وضع المؤرِّخ «يوسف الدبس» موسوعته التاريخية الشهيرة والأولى من نوعها «تاريخُ سُوريَةَ الدُّنيويُّ والدِّينيُّ»، والتي جاءت في ثمانية مجلَّدات ضخمة تغطِّي، وبالتفصيل، مختلفَ الحِقَب التاريخيَّة التي مرَّت بها بلاد الشام. ثمَّ إن المؤلِّف أراد بعد ذلك بسنوات قليلة أن يختصر كتابه في آخَر موجَزٍ أسماه «الموجَزُ في تاريخِ سُوريَة»؛ ليكون أيسرَ في الاقتناء والمطالعة، لا سيَّما للنشء وغير المتخصصين، وهكذا صدر الموجز عام 1907م مشتملًا على ستَّة فصول، يُعنى في كلٍّ منها بمرحلة من مراحل تاريخ بلاد الشَّام، بدءًا من النشأة الأولى، حيث كان السكان منقسمين إلى قبائل متفرِّقة، مرورًا بزمن الإسكندر الأكبر، فالإمبراطورية الرومانية، ثمَّ الخلفاء الراشدين والدول الأموية والعباسية والفاطمية، ثمَّ الأيوبيين والمماليك والجراكسة، وأخيرًا العثمانيين.

## اسمه ونشأته
هو يوسف بن إلياس بن يوحنا الدبس ويلقب بالمطران دبس. وُلِدَ في قرية كفر زيتا بشمال لبنان 08/ 10/ 1833 الموافق 1249 هـ في راسكيفا وهي قرية تقع في منطقة زغرتا في محافظة الشمال اللبنانية، ووفاته 1907 الموافق 1325 هـ في بيروت.
وتلقَّى تعليمه الأَوَّلي في مدرسة القرية، ثم تابع في مدرسة «عين ورقة» المخصصة للطائفة المارونية، حيث درس اللغات العربية والسريانية واللاتينية والإيطالية، إلى جانب علوم المنطق واللاهوت، وبعد تخرُّجه عام 1850م، اتَّجَه إلى تثقيف نفسه بنفسه فانْكَبَّ على البحث والمطالعة.
اشتغل الدبس بالتدريس، وفي عام 1850م أنشأ مدرسة في طرابلس علَّم فيها العربيَّة، وكان نشاطه متميِّزًا ولافتًا للنظر، فاستدعاه مطران أبرشية طرابلس وكلَّفه بترجمة كتاب «البدع ودحضها». ثمَّ في عام 1854م عُيِّن معلمًا في مدرسة «مار يوحنا مارون» لتدريس اللغة العربية، ورُسِمَ شماسًا ثم سُمِّي كاهنًا سنة 1855م، ومطرانًا على أبرشية بيروت المارونية سنة 1872م، وبقي في رئاستها طوال حياته.
أنشأ الدبس كذلك مدرسة «الحكمة» سنة 1878م لتكون واحدة من كُبرى مدارس بيروت التي تعلِّم العلوم واللغات، كما شيَّد كنيسة «القديس جاورجيوس» كُبرى كنائس لبنان وأفخمها في القرن التاسع عشر، وبنى عدة مدارس وجمعيات خيرية وثقافية، وأسس عام 1881م «الدائرة العلمية المارونية»، وكذلك «المطبعة العلمية الكاثوليكية»، ثمَّ «المطبعة العمومية المارونية»، وجريدة «النجاح». وكانت جهوده محلَّ تقدير واحتفاء كبيرَيْن، فنال عددًا من الأوسمة من الدولة العثمانية وفرنسا وغيرهما.
وممَّا يُحسَب ليوسف الدبس إثراؤه المكتبة العربية بمؤلفات لاهوتيَّة وتاريخيَّة مهمَّة؛ حيث ألَّف أكثر من 45 كتابًا، من بينها: «الجامع المفصَّل في تاريخ الموارنة المؤصَّل»، و«مغني المتعلِّم عن المعلم»، و«شرح في تقسيم الإرث»، و«استقلال لبنان الكبير»، و«خطبة في الفلسفة». ولعلَّ أشهر مؤلَّفاته وأهمها على الإطلاق موسوعة تاريخ بلاد الشام التي أسماها «تاريخ سوريَّة الدنيوي والديني» الواقعة في ثمانية مجلَّدات، والتي اختصرها في كتابه «الموجز في تاريخ سوريَّة»، الذي أصدره قُبَيْلَ وفاته بقليل في بيروت عام 1907م.

## آثاره
من آثاره التي ذكرها الزركلي:
- «تاريخ سوريا منذ بدء الخليقة إلى يومنا هذا» ثمانية أجزاء، ومختصره «الموجز في تاريخ سوريا» جزآن.
- «الجامع المفصل في تاريخ الموارنة المؤصل».
- «مغني المتعلم عن المعلم» في النحو والصرف.[5]